# Rellingen
Rellingen is een gemeente in de Duitse deelstaat Sleeswijk-Holstein, en maakt deel uit van de Kreis Pinneberg.
Rellingen telt 14.388 inwoners.